# Kelly Pfaff
Kelly Yvonne Danny Pfaff (Beveren, 26 juli 1977) is een Vlaams presentatrice, model, danseres, dj en televisiefiguur.
Pfaff is een dochter van de bekende Belgische doelman Jean-Marie Pfaff. Als zodanig was zij regelmatig te zien in de realitysoap De Pfaffs, waarin Jean-Marie Pfaff en zijn gezinsleden in hun villa in de Belgische plaats Brasschaat te zien waren.
Kelly Pfaff is danseres en deed in 2006 mee aan het televisieprogramma Dancing on Ice op VTM en RTL 4 samen met haar schaatspartner Andrej Lipanov. Ze werd uitgeschakeld in de halve finale. In datzelfde jaar hebben Pfaff en haar gezin meegespeeld in de film Plop in de stad.
In het voorjaar van 2007 was Pfaff samen met Walter Grootaers presentator van het programma Big Brother op Kanaal 2. Hiervoor heeft zij ook het intro Larger Than Live van het programma ingezongen.
Pfaff trouwde in 1999 met de Belgische zanger Sam Gooris en heeft samen met hem twee kinderen, Shania en Kenji.
In 2021 was Pfaff opnieuw als presentatrice te zien op tv-zender VTM2 tijdens het programma Waar voor je geld?
Vanaf oktober 2021 werden op VTM 2 zes afleveringen uitgezonden van Expeditie Gooris, waarin zij met haar gezin een roadtrip door Duitsland, Oostenrijk, Slovenië, Kroatië en Italië maakte. Voor het tweede seizoen trok het gezin naar de Verenigde Staten en in het derde seizoen was Japan de bestemming. In 2025 was Australië het reisdoel.

## Televisie
- The Masked Singer (2024) - gastspeurder
- Expeditie Gooris (2021, 2023-2024, 2025)
- James De Musical (2021)
- Waar voor je geld? (2021)
- Opvoeden Doe Je Zo (2020)
- Beste Kijkers (2020)
- 30 Jaar VTM (2019)
- Gert Late Night (2018)
- Groeten uit... (2018)
- Vroeger of later? (2014)
- Reclame AUB (2014)
- Zot van Vlaanderen (2011-2012)
- De klas van Frieda (2011-2012)
- Thuis (2008) - als fotomodel
- Aspe (2007) - als Saskia Vanhees
- Raf & Ronny (2001) - als zichzelf
- Big Brother (2007) - als presentatrice
- Dancing On Ice (2006)
- Familie (2000) - als bediende

## Film
- Zot van A. (2010) - als zichzelf
- Plop in de stad (2006) - als fietser

## Trivia
- Pfaff werd op 18 december 2010 uitgeroepen tot stijlvolste persoonlijkheid bij de eerste editie van de P.C. Hooftstraat Fair.[4] "Haar bescheidenheid is haar persoonlijkheid", oordeelde de jury.
- In 2011 was Pfaff te zien als jurylid in het VTM en RTL 4 programma My Name Is.
- In 2018 was Pfaff met haar gezin te zien in het VTM-programma Groeten uit...
- In 2019 was Pfaff te zien in het Vier-programma Dancing with the Stars, ze eindigde op de 2de plaats.

- International Standard Name Identifier: 0000 0003 6898 4192
- MusicBrainz: d090e9d5-beb0-48cd-a45e-052b0a9a32c7
- Nederlandse Thesaurus van Auteursnamen: 315257202
- Virtual International Authority File: 290591711
- WorldCat: E39PBJtrR7qKPt3bJmXQMXWJjC